# Teopompo di Cnido
Teompompo di Cnido, cittadino romano col nome di Gaio Giulio Teopompo (in greco antico: Θεόπομπος Κνίδιος?, Theópompos Knídios; in latino Gaius Iulius Theopompus; Cnido, II secolo a.C.? – I secolo a.C.?), è stato un mitografo e scrittore greco antico, attivo a Roma.

## Biografia
Figlio di un Artemidoro, fu autore di almeno un'opera mitografica e secondo Appiano intimo amico di Gaio Giulio Cesare.  Nel 59 a.C o nel 54 a.C potrebbe aver conseguito dei privilegi per alcune ambascerie svolte a Cnido e in altre città greche, tra cui anche Laodicea. Uno dei suoi figli fu il retore Artemidoro di Cnido, anch'egli amico di Cesare.

## Edizioni
- (DE, GRC) Felix Jacoby, 21, in Die Fragmente der griechischen Historiker, Berlino, Weidmann, 1923-1958.